# Gina

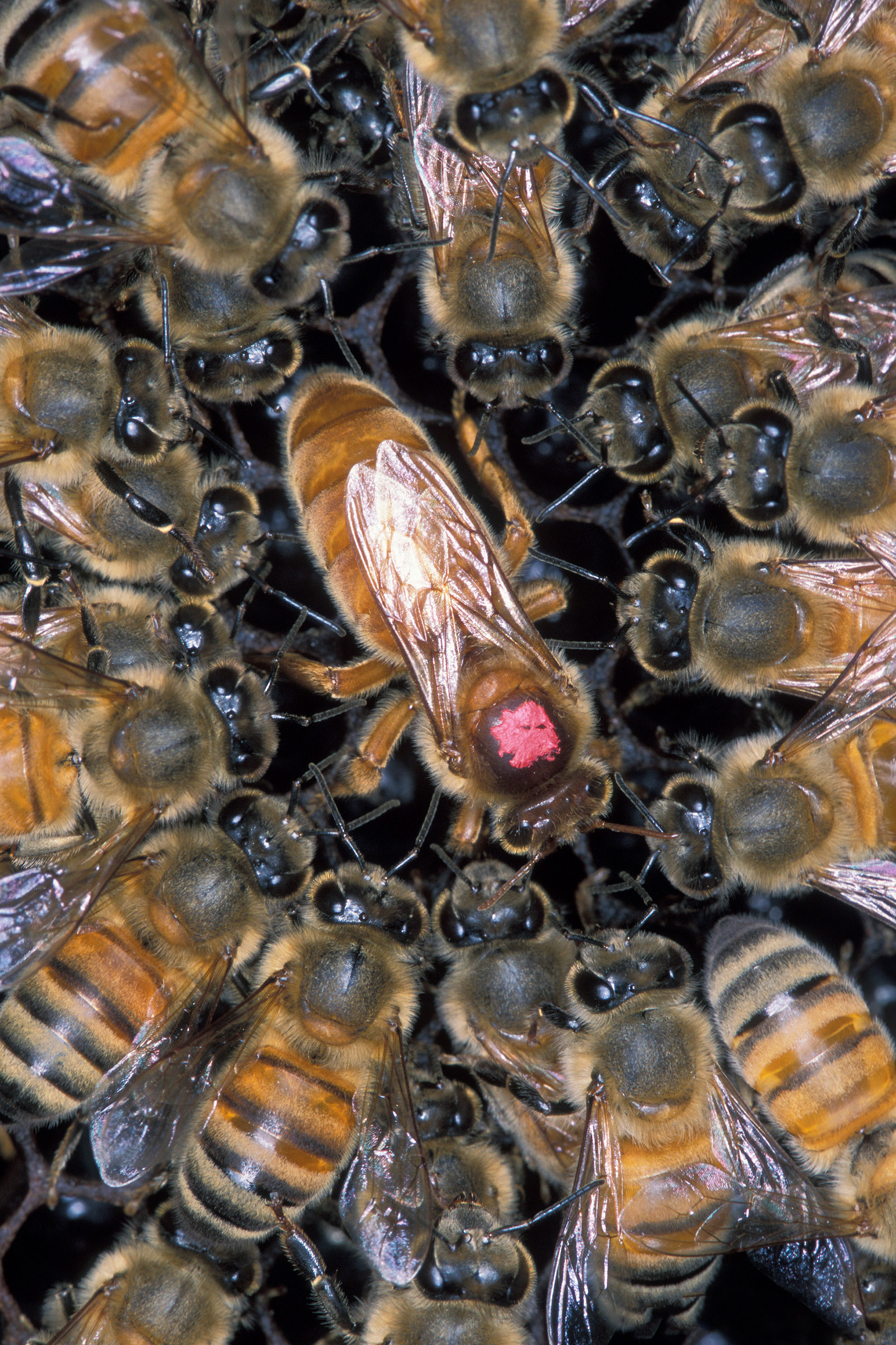
Reina (marcado) y trabajadores del abeja de miel africana (Apis mellifera scutellata).

La gina o gine (del griego γυνή gynos «mujer») es la principal casta reproductora femenina de los insectos sociales (especialmente hormigas, avispas y abejas del orden de los himenópteros, así como las termitas). Las gines son aquellas destinadas a convertirse en reinas, mientras que las trabajadoras suelen ser estériles y no pueden convertirse en reinas. Se dice que una colonia con múltiples reinas es polígina, mientras que con solo una es monógina.
Se sabe que la hormiga roja de fuego (Solenopsis invicta) tiene colonias políginas y monóginas.
La pequeña roja enana (Leptothorax acervorum) tiene colonias que cambian de monoginia a poliginia como resultado de fluctuaciones estacionales.
La pequeña hormiga de fuego Wasmannia auropunctata produce tipos únicos de ovocitos meióticos con una reducción drástica en la recombinación. Estos ovocitos pueden fusionarse para la producción de ginas (partenogénesis automictica con fusión central) o ser fertilizados por gametos masculinos para la producción de trabajadores.
En las especies de avispas, las reinas de Apoica flavissima muestran diferencias morfológicas distintas de la clase de trabajadores estériles. En Ropalidia plebeiana, las ginas no permanecen en el nido después de emerger como adultos, sino que pueden pasar sus inviernos en sus nidos maternos.
En las especies que carecen de castas morfológicas (es decir, donde las «trabajadoras» pueden no ser estériles), el término «gina» generalmente se reserva para aquellas hembras cuya vida entera se destina al apareamiento o que es reproductiva potencial, a diferencia de aquellas que comienzan la vida como trabajadora y posteriormente alcanzan el estado reproductivo (a menudo llamado «reina de reemplazo» o «trabajadora por colocación»). Esto se puede ver en ciertas especies de abejas sin aguijón como la Plebeia remota, donde tanto las ginas como las trabajadoras son aptas para reproducirse.  En la mayoría de las especies con ciclos anuales de colonias, solo las ginas pueden ingresar a la diapausa y pasar el invierno, mientras que las trabajadoras, tanto las no reproductivas como las reproductivas se mueren. En algunos grupos, como las avispas polistas, las ginas se unen con otras en el momento de la fundación del nido, y pueden ser relegadas a roles reproductivos subordinados, por lo que ser una gina no garantiza que una hembra se convierta en reina.